# E41
La ruta europea E41 és una carretera que forma part de la Xarxa de carreteres europees. Comença a Dortmund (Alemanya) i finalitza a Altdorf (Suïssa). Té una longitud de 788 km amb una orientació de nord a sud.

## Referències

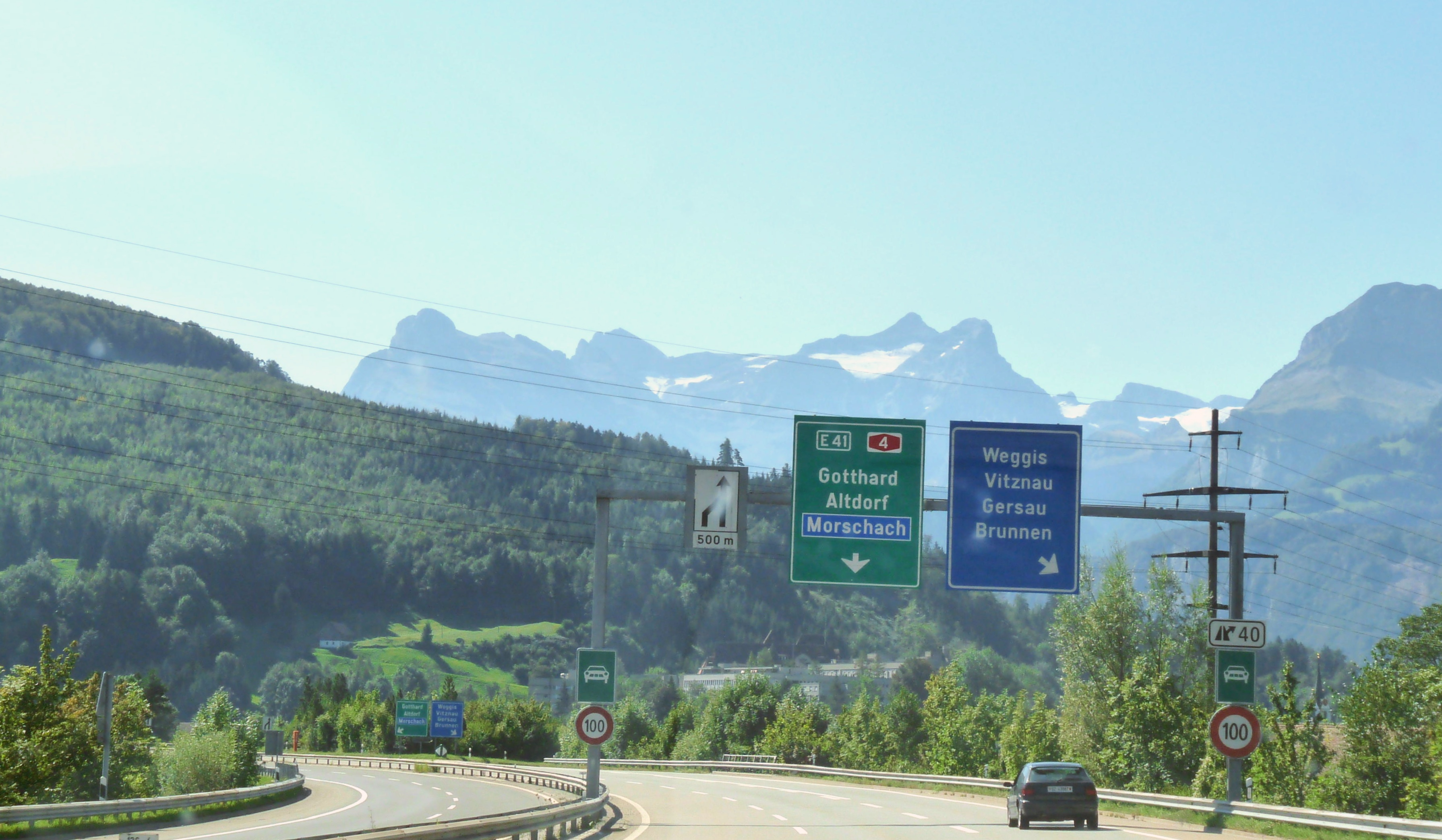
L'E41 prop de Brunnen (Suïssa).